# Înțelepciunea lui Sirach

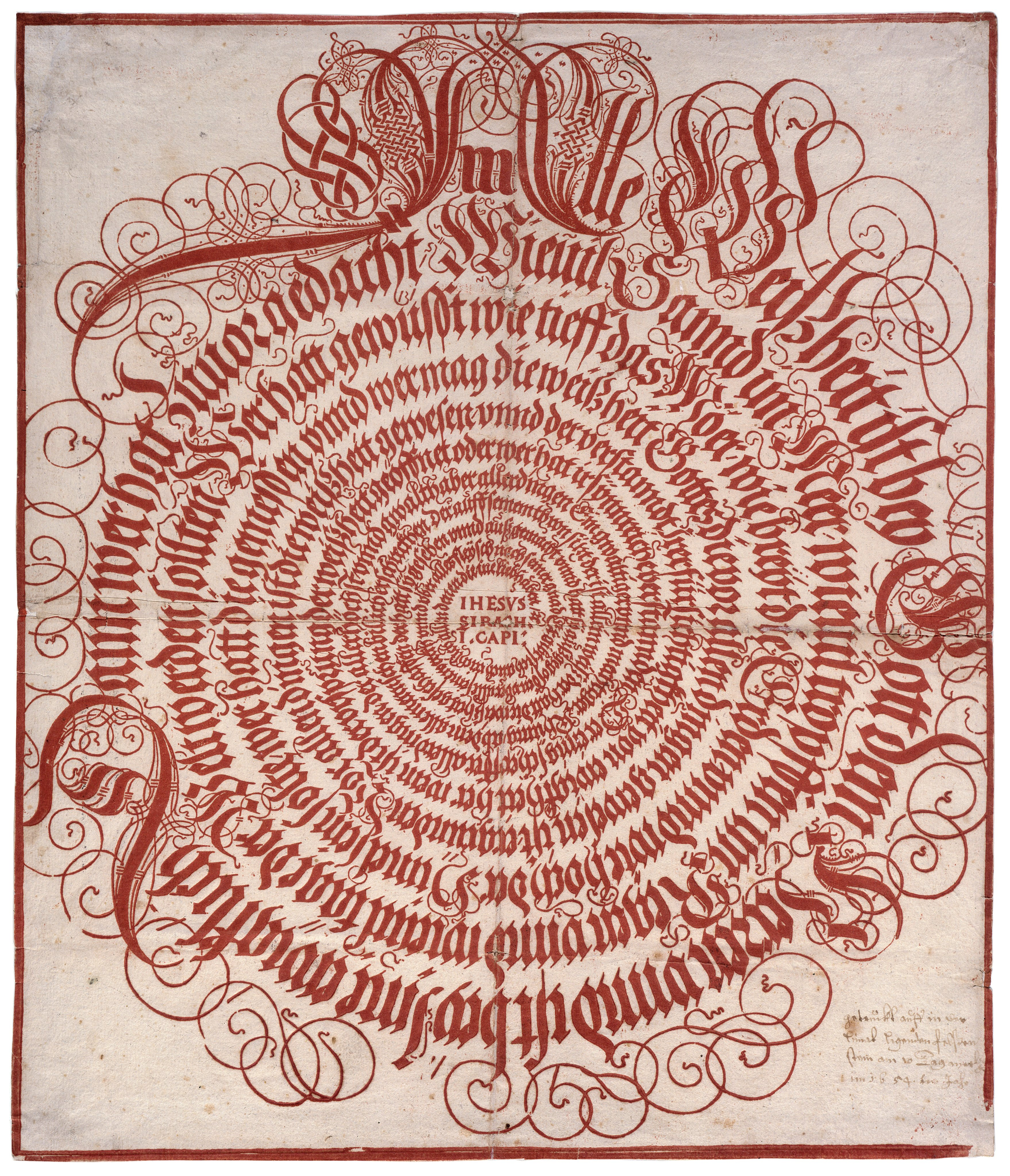
Caligrafie cu începutul Cărții Isus Sirach, Zürich, 1654.

Înțelepciunea lui Sirach (în ebraică ספר בן סירא, Sefer ben Sira, în greacă Σοφία Σιραχ, în latină Liber Ecclesiasticus, „Cartea Bisericească” - a nu se confunda cu Liber Ecclesiastes, „Cartea Ecleziastului”) este una din cărțile Vechiului Testament. Scrierea, cunoscută în tradiția rabinică sub numele de Yehoshua Ben Sira, Iosua fiul lui Sirah, a fost păstrată doar în traducerea greacă Septuaginta. Cartea este considerată canonică în Biserica Catolică și în Bisericile ortodoxe. Martin Luther a înlăturat-o din canonul Vechiului Testament, considerând-o apocrifă. Decizia lui Luther se reflectă în lipsa acestei cărți din edițiile protestante ale Bibliei (la fel ca și Cartea Înțelepciunii etc.).

## Datare
Textul inițial a fost redactat în limba ebraică la începutul secolului al II-lea î.e.n. Un nepot al autorului inițial a realizat la sfârșitul secolului al II-lea î.e.n. în Egipt (probabil la Alexandria) traducerea textului în greacă.